# Toro Rosso STR5
A Toro Rosso STR5 egy Formula–1-es versenyautó, amit a Scuderia Toro Rosso tervezett és versenyeztetett a 2010-es Formula–1 világbajnokság során. Pilótái Sébastien Buemi és Jaime Alguersuari voltak.

## Áttekintés
Ez volt az első kasztni, amit a csapat teljes egészében saját maga épített. Korábban ugyanis lehetőség volt arra, hogy egy másik csapat által tervezett kasztnit megvásárolhasson bármelyik másik és azt versenyeztesse - ennek lehetősége szűnt meg, minden csapatnak magának kellett megépítenie az autóját. A Toro Rosso korábban a testvércsapat Red Bulltól vásárolta azt.
Az autókat a Ferrari erőforrása hajtotta, azonban költségcsökkentési okokból az előző évi specifikáció.
Ebben az idényben a Toro Rosso legfeljebb alkalmi pontszerző volt, mindössze 13 gyűjtött pontjuk a konstruktőri tabella 9. helyére volt elegendő.

## Eredmények
(Táblázat értelmezése)

(Félkövér: pole-pozícióból indult; dőlt: leggyorsabb kört futott) 

| Év   | Csapat              | Motor              | Gumik | Pilóták           | 1   | 2   | 3   | 4   | 5   | 6   | 7   | 8   | 9   | 10  | 11  | 12  | 13  | 14  | 15  | 16  | 17  | 18  | 19  | Pontok | Helyezés |
| ---- | ------------------- | ------------------ | ----- | ----------------- | --- | --- | --- | --- | --- | --- | --- | --- | --- | --- | --- | --- | --- | --- | --- | --- | --- | --- | --- | ------ | -------- |
| 2010 | Scuderia Toro Rosso | Ferrari 056 (2009) | B     |                   | BHR | AUS | MAL | CHN | ESP | MON | TUR | CAN | EUR | GBR | GER | HUN | BEL | ITA | SIN | JPN | KOR | BRA | ABU | 13     | 9.       |
| 2010 | Scuderia Toro Rosso | Ferrari 056 (2009) | B     | Sébastien Buemi   | 16† | KI  | 11  | KI  | KI  | 10  | 16  | 8   | 9   | 12  | KI  | 12  | 12  | 11  | 14  | 10  | KI  | 13  | 15  | 13     | 9.       |
| 2010 | Scuderia Toro Rosso | Ferrari 056 (2009) | B     | Jaime Alguersuari | 13  | 11  | 9   | 13  | 10  | 11  | 12  | 12  | 13  | KI  | 15  | KI  | 13  | 15  | 12  | 11  | 11  | 11  | 9   | 13     | 9.       |

† - nem fejezte be a futamot, de rangsorolták, mert teljesítette a versenytáv 90 százalékát.